# Катуалда
Катуалда (Katualda) е благородник от маркоманите.
Той е изгонен от маркоманския крал Марбод и бяга при готоните (готите). През 18/19 г. той се връща с войска и чрез подкупи завладява крепостта на Марбод, който бяга през Дунав в Норик и търси закрила при римляните, но не получава военна помощ за завръщането си от Тиберий и отива в Равена.
През 19 г. хермундурите под командото на техния княз Вибилий побеждават Катуалда на Дунав. Катуалда бяга при римляните и получава от Тиберий жителство във Forum Julium, днешен Фрежус.